# Rotspiegeltaube
Die Rotspiegeltaube (Petrophassa rufipennis), auch Rotflügel-Steintaube genannt, ist eine Art der Taubenvögel. Sie ist nur in einem kleinen Gebiet in Australien beheimatet.

## Erscheinungsbild

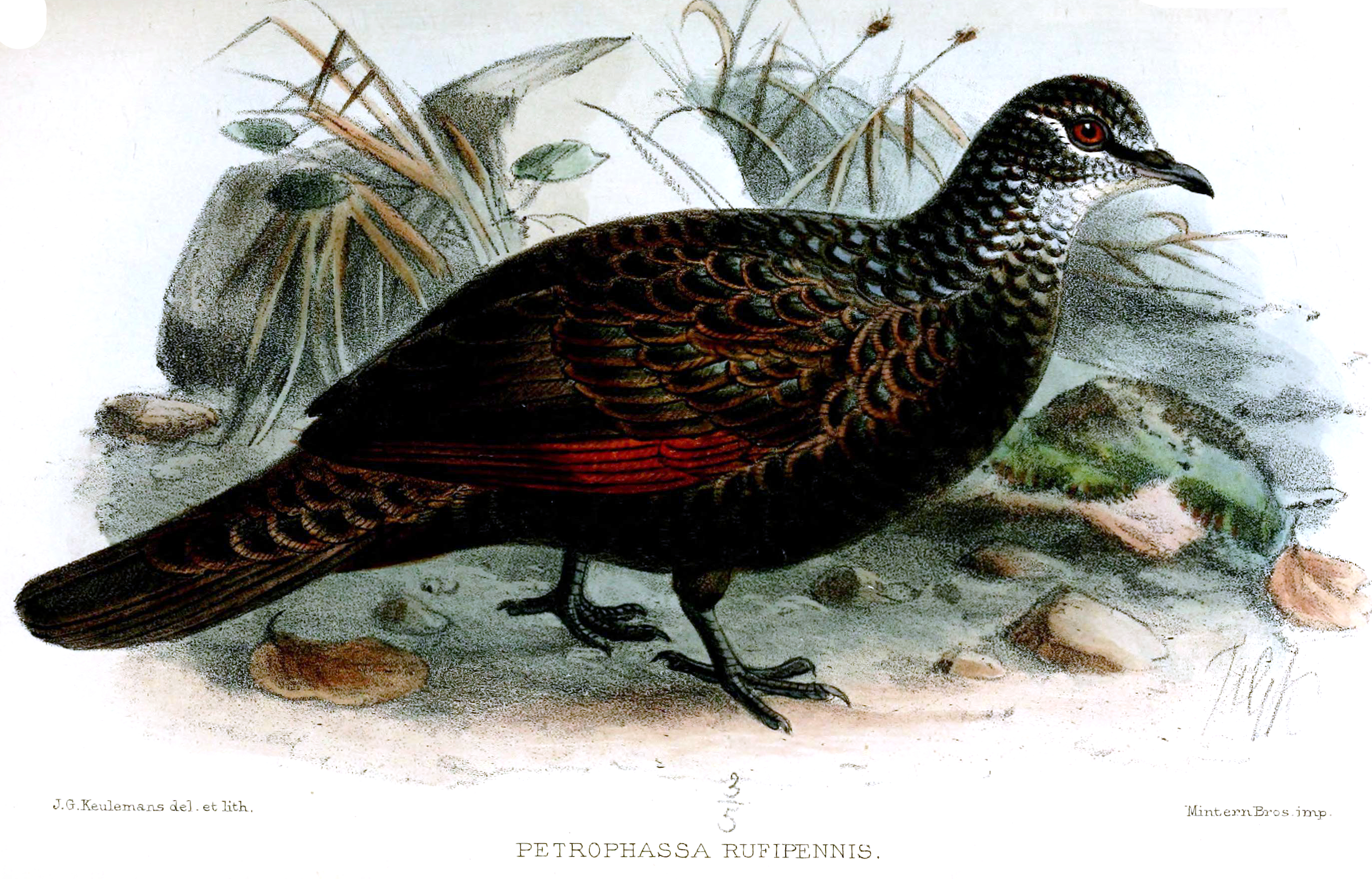
Rotspiegeltaube, Illustration

Die Rotspiegeltaube erreicht eine Körperlänge zwischen 28 und 31 Zentimetern. Im Aussehen gleicht sie sehr der Weißspiegeltaube, die derselben Gattung angehört. Ähnlichkeiten bestehen auch zu den Bronzeflügeltauben, eine Gattung, die gleichfalls in Australien beheimatet ist. 
Das Gefieder der Rotspiegeltaube ist überwiegend dunkel olivbraun. Die Federn an Kopf, Hals, Rücken und Brust weisen graue Flecken auf und sind breit dunkelbraun gesäumt. Dadurch entsteht ein schuppenartiges Muster. Die Handschwingen und die großen Flügeldecken sind tief dunkelbraun. Der Schnabel ist dunkelgrau. Die Iris ist braun. 

## Verbreitung und Verhalten

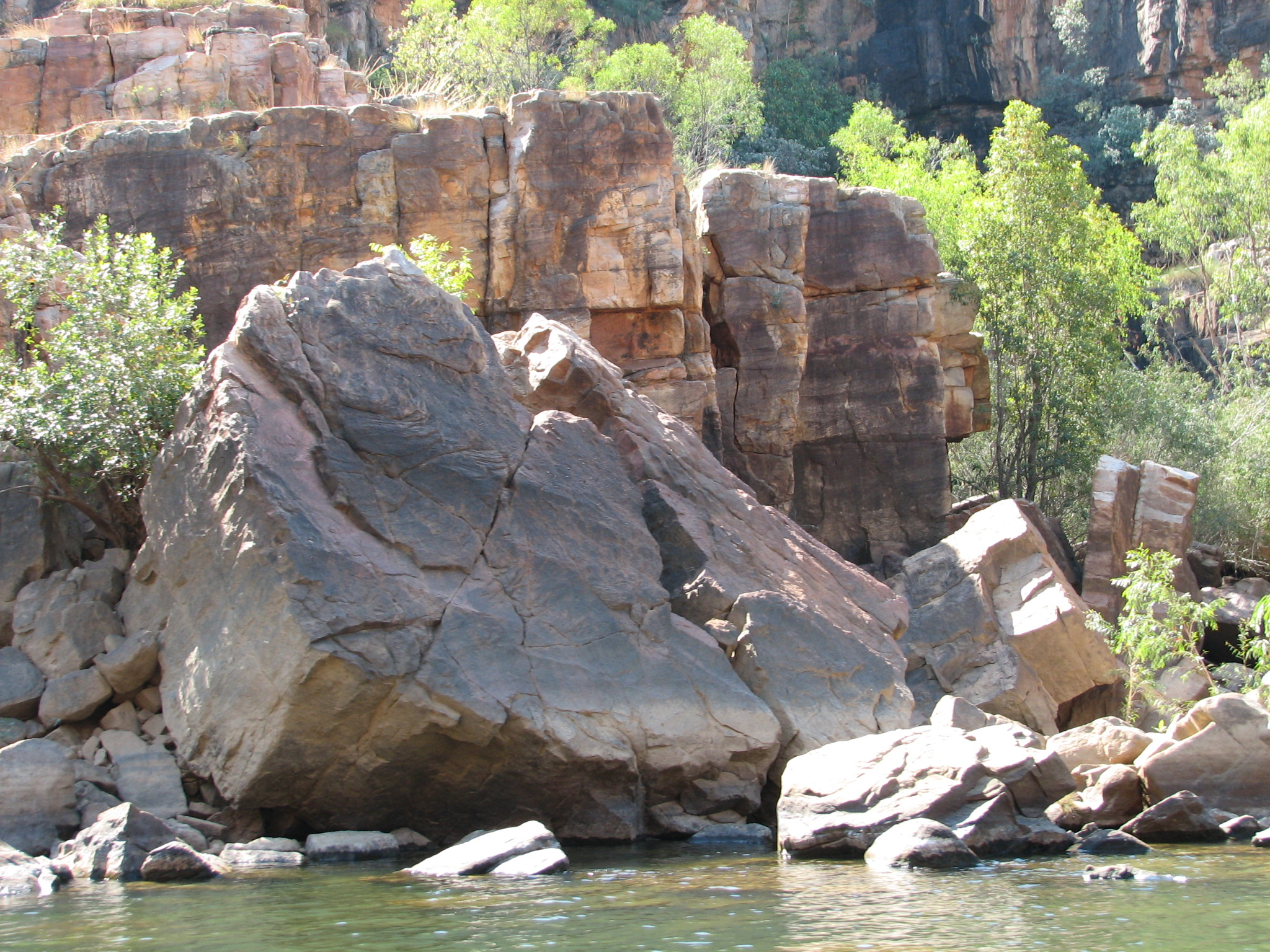
Katherine Gorge, Lebensraum der Rotspiegeltaube

Die Rotspiegeltaube ist eine endemische Art Australiens. Sie kommt nur im Westen von Arnhem Land vor. Ihr Verbreitungsgebiet reicht dort von der Katherine Gorge im Süden bis nach Oenpelli im Norden. Die Rotspiegeltaube ist ein Lebensraumspezialistin, die ausschließlich in der Nähe von Steinfeldern, felsigem und stark zerklüfteten Gelände, Felsschluchten und Sandsteinplateaus vorkommt. Sie nutzt dabei Gelände, in dessen Nähe sich Eukalyptussavannen mit etwas Unterwuchs und Büschen findet. Innerhalb ihres begrenzten Verbreitungsgebietes ist sie lokal häufig.
Außerhalb der Fortpflanzungsperiode hält sie sich meist in kleinen Trupps von vier bis sieben Individuen auf. Die meiste Zeit des Tages hält sie sich in felsigem Gelände auf und sucht dort nach Samen. Zum Nahrungsspektrum zählen insbesondere Akaziensamen sowie die Samen verschiedener Gräser und Leguminosen. Die größte Aktivität zeigt sie am frühen Morgen und späten Abend. Während der Hitze des Tages hält sie sich häufig in Felsspalten oder im Schatten großer Felsbrocken auf. Ihre Fortpflanzungszeit ist nicht genau bekannt. Nester wurden im Juni, Juli und Oktober gefunden. Das Nest ist ungewöhnlich groß und wird im Schatten überhängender Felsen oder in einer Felsspalte errichtet. Das Gelege besteht aus zwei Eiern. Die Brutzeit beträgt 15 bis 19 Tage. Die Jungen sind nach 21 Tagen flügge.

## Belege